# Emmanuel Flipo
Emmanuel Flipo (* 1. August 1958 in Agen, Frankreich) ist ein französischer Künstler.

## Leben
Flipo besuchte 1977 die Ecole des Beaux-Arts in Toulouse. Von 1978 bis 1982 studierte er an der Ecole des Arts Décoratifs in Nizza. In den Jahren 1983 bis 1993 führte er seine eigene Zeichenschule im Pézenas. Flipo unternahm 1993 seine erste Reise nach New York, wo er den Galeristen André Emmerich kennenlernte. Bis 2003 kehrte Flipo regelmäßig nach New York zurück, um dort zu arbeiten. Er gründete 1997 die Künstlerbewegung la colectiva. 2001 beteiligte sich Flipo maßgeblich an der Gründung des Zentrum für zeitgenössische Kunst Stop Art in San José, Kalifornien. 2003 schließlich gründete Emmanuel Flipo L'usine 64 in Montreuil (Seine-Saint-Denis) in einer von ihm umgebauten ehemaligen Fabrik und gestaltete dort sein Atelier. Seit diesem Zeitpunkt lebt und arbeitet er im Sommer in seinem Atelier in Pézenas und im Winter in der Usine 64.

## Werk

### Etude topographique

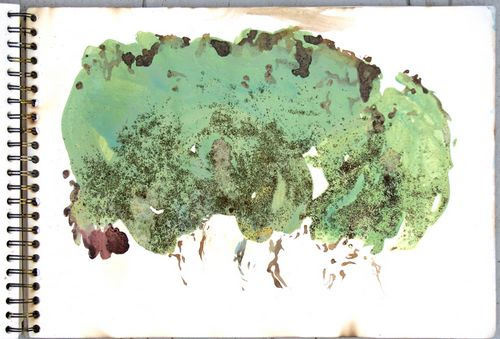
Etude Topographique, Emmanuel Flipo, 2008

Die "Etude topographique" ist die umfassendste Serie von Emmanuel Flipo. Sie besteht aus Aquarellen und Collagen, die er aus gefundenen Materialien wie alten, von anderen weggeworfenen Zeichenblöcken kreiert.
Beeinflusst von asiatischer Kalligraphie sowie dem russischen Konstruktivismus entwickelte Flipo topografische Studien. Die Struktur der Arbeiten fand sich in der Natur wieder, abstrahiert auf zwei Dimensionen. So entstanden die einmalige Kombinationen zwischen Flächen, feinen Linien und Strukturen sowie Freiräumen. Der Künstler bezeichnet seine Formensprache Figuration particulière et moléculaire.
Der Bezug auf die Strukturen der Natur, die Fokussierung auf das Gesehene und die Abstraktion des Menschen aus der Arbeit führten dazu, dass der Künstler sich selbst als Person völlig zurücknahm und viel eher als "Medium" zur Entstehung der Etude topographie diente, gemäß der Ideen der französischen Künstlergruppe Supports/Surfaces, die das Werk an sich ins Zentrum ihres Interesses stellten. Viele Formkombinationen, die Flipo mit vorgefundenen Farben, getrockneten Pflanzenblättern, Vogelfedern, Tapetenresten usw. auf die speziell vorbereiteten Trägerblätter anbrachte und so bemerkenswerte Oberflächenstrukturen und Räume schuf, erscheinen oft zufällig.

### Collagen

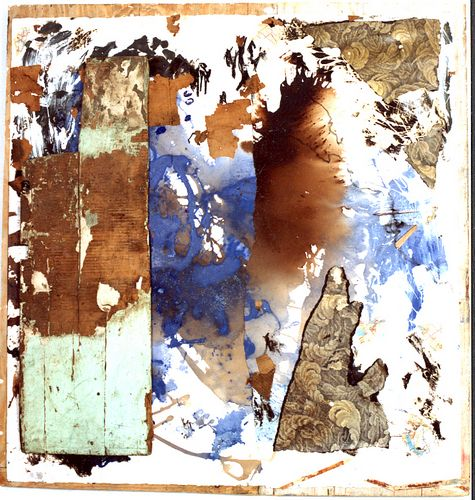
Collage, Emmanuel Flipo, 1998

Die meist großformatigen Collagen von Emmanuel Flipo stehen in enger Verbindung mit den Etude Topographique. In diesem Werkblock kombinierte Flipo die Technik der Collage mit Malerei und Zeichnung. Auch bei diesen Arbeiten bezieht sich Flipo auf die französische Künstlergruppe Support/Surfaces, die sich u. a. mit der Demokratisierung der gefunden oder gekauften Materialien des kreativen Prozesses und des finalen Werkes auseinandersetzten. Flipo setzte für seine Collagen ausnahmslos gefundene Materialien ein, so z. B. auf der Straße oder an Sammelstellen gefundenes Linoleum, Karton oder Holzbretter, oder auch Farbe von der Sonderstoffsammlung, Kaffee und Pflanzenteile aus seinem Garten.
Durch diese einmalige Kombination der unterschiedlichen Materialien entstand eine mehrschichtige spannungsgeladene Oberflächenstruktur, die sowohl die Geschichte und Erosion der einzelnen Materialien in sich trägt, und auch als Kunstwerk weiter dem natürlichen Erosionsprozess unterworfen ist. Diese Veränderung ist Teil der Arbeit und weist auf die Auseinandersetzung Flipos mit dem Lebenskreislauf, Anfang und Ende und Wiederbeginn hin.

### Performances

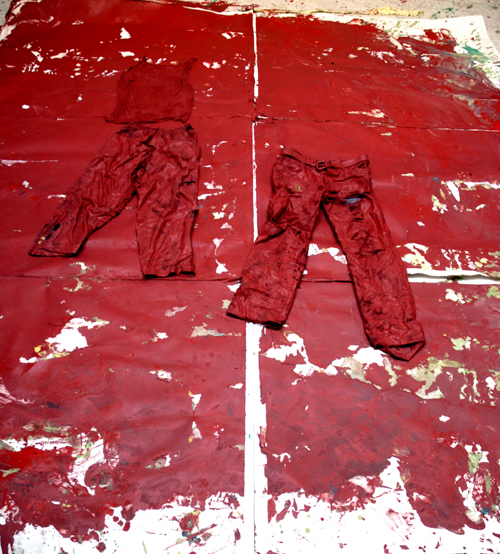
Relikte der Performances "Extra-territorialité", gemeinsam mit Jonathan Abbou, L'Usine 64, 2007, Foto: Emmanuel Flipo

Seine erste Performance mit dem Titel El Nino realisierte Emmanuel Flipo 1996 in der 53. Straße von New York. Sie setzte sich mit der Geopolitik im Zusammenhang mit der Ende der 90er immer häufiger in dem Medien diskutierten globalen Erwärmung auseinander. In diesen Performances wurde Flipo Teil des Kunstwerkes, der Prozess der Kreation trat in den Vordergrund. Wie auch bei den Arbeiten von Joseph Beuys, mit dessen Arbeiten (im Besonderen seine Idee des Gesamtkunstwerks und des Verhältnisses zwischen Kunst und Leben) sich Flipo intensiv auseinandersetzte, blieb von der Performance die Dokumentation für nicht anwesende Betrachter.

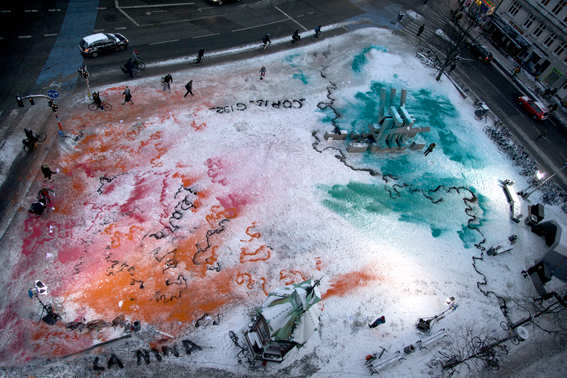
Ansicht der Performance "La Niña von Emmanuel Flipo, Kopenhagen, 2009, Foto: Nicolas Chorier

Anlässlich des COP 15 in Kopenhagen 2009 hat Emmanuel Flipo eine seiner ephemeren Karten realisiert. Diese Performance nannte er La Niña - in der Fortsetzung seiner ersten Performance El Niño 1996. Der Künstler zeichnete mit losen Pigmenten und mit Hilfe des Windes eine gigantische Karte auf einen öffentlichen Platz in Kopenhagen, um das Publikum auf die bedrohlichen Auswirkungen sowohl der derzeitigen Umweltpolitik als auch des Verhaltens jedes Einzelnen aufmerksam zu machen.
Anlässlich der meisten Performances wurden Videofilme realisiert, die gemeinsam mit den "Relikten" zum Kunstwerk erklärt wurden. Auch Fotomaterial von namhaften Künstlern wie Igor Vishnyakov oder Jonathan Abbou, die Flipo zur Dokumentation seiner Performances eingeladen hatte, bildeten einen Teil der letztendlichen Arbeit. Die bewusste Involvierung oder auch Ausgrenzung des Publikums, der Einsatz von Musik, Feuer, Wasser und Erde setzte die Beschäftigung Flipos mit dem ewigen Kreislauf und dem Relationsgeflecht fort und schaffte so Räume über das Gesehene hinaus.

## Ausstellungen (Auswahl)

### Einzelausstellungen
- 1988: Galerie Hélène Trintignan, Montpellier
- 1992: CRDC, Rosny-sur-Seine
- 1999: Galerie Rodriguez Degranier, New York
- 2002: Centre d’Art « Stop Art », San José, Kalifornien
- 2007: Usine 64, Montreuil
- 2010: Squat Rivoli, Paris / Frankreich

### Gruppenausstellungen
- 1986: Galerie Hélène Trintignan, Montpellier
- 1987–1990: Künstler der Galerie Blackman Havey, London
- 1988: Galerie Clavé, Guadalajara, Mexiko
- 2009: Galerie/Atelier/Résidence Jonathan Abbou, Montreuil
- 2009: “Le Carré dans l‘Art”, Galerie Blumann, Paris / Frankreich

## Kataloge
- "Les Gens du Picaro - Portrait d'Emmanuel Flipo", 2008, Katalog
- "Akdéniz (mer claire en turc, "Méditerranßée)", Pézenas mit Texten von Loic Lantoine und Bildern von u. a. Igor Visnyakov
- "Emmanuel Flipo - La Mémoire des Vivants et des Morts", Text von André-Pierre Arnal, 1992–1993
- "érosions", Rodriguez Degranier Gallery, Katalog
- "Emmanuel Flipo", mit einem Text von Dimitry Nesterov, Katalog